# Питлохри
Питло́хри (англ. Pitlochry, гэльск. Baile Chloichridh, скотс Pitlochry) — небольшой город в центральной части Шотландии. Расположен в округе Перт-энд-Кинросс, на берегу реки Таммел.

## Культура
В 2003 году Питлохри стал победителем конкурса Britain in Bloom (ежегодного конкурса садоводов Великобритании) в номинации «Небольшой провинциальный город».

## Достопримечательности
- Замок Блэр

## Города-побратимы
- Конфолан (Франция, с 1999)